# Plon (Verlag)

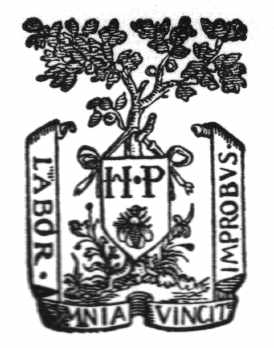
Altes Emblem des Verlagshauses

Plon ist ein französischer Verlag, der 1852 von dem Wallonen Henri Plon (1806–1872) und seinen Brüdern Charles und Hippolyte gegründet wurde. Eugène Plon (1836–1895) führte ihn in der folgenden Generation fort, daher der Verlagsname E. Plon.

## Geschichte
Anfangs betrieben die Brüder Plon eine Druckerei, die als erste Dampfmaschinen für Druckzwecke in Frankreich einführte. Diese erhielt den Titel Libraire-imprimeur de l’Empereur und veröffentlichte die Korrespondenzen von Ludwig XIII., Marie-Antoinette und Napoléon. Eugène Plon verlegte insbesondere Bücher zur Kunstgeschichte und zur Kulturgeschichte. Anfang des 20. Jahrhunderts lag der Schwerpunkt in der Literatur.
Der Verlag wurde von den Presses de la Cité und 1988 von Havas übernommen. 2001 kam Havas zu Vivendi. Diese verkauften es wiederum an die Editis Gruppe, die 2008 zur spanischen Planeta Gruppe kamen.